# Сикионец
«Сикионец» (др.-греч. Σικυῶνιοι) — комедия древнегреческого драматурга Менандра, сохранившаяся фрагментарно благодаря папирусным полосам конца III века до н. э., использовавшимся при мумификации. Уцелевшие фрагменты относятся главным образом ко второй половине пьесы. Судя по сцене народного собрания, «Сикионец» мог быть написан после 307 года до н. э., когда Деметрий Фалерский потерял власть над Афинами.
Главный герой комедии — гражданин Сикиона Стратофан. Он купил девочку Филумену, похищенную пиратами, а когда она выросла, приехал в её родной город Элевсин, чтобы найти её родителей и получить у них разрешение на брак. Однако выяснилось, что на руку Филумены претендует местный житель по имени Мосхион.